# Галан – Мансілла (трубопровід для ЗНГ)
Галан — Мансілла — колумбійський трубопровід для транспортування зрідженого нафтового газу. Станом на середину 2010-х єдиний в країні такого типу (проте існує можливість доставки ЗНГ через звичайні багатоцільові продуктопроводи, наприклад, Барранкабермеха — Юмбо).
Ресурс для наповнення системи надає нафтопереробний завод у Барранкабермеха. Траса трубопроводу починається від станції Галан та на першій ділянці слідує в південно-західному напрямку по долині верхньої течії річки Магдалена до Салгар. Від останнього пункту траса завертає на південний схід у напрямку Мансілли поблизу столиці країни Боготи, при цьому вона перетинає Східну Кордил'єру (частина колумбійських Анд).
Довжина ділянки Барранкабермеха — Салгар 245 км, Салгар — Мансілла 105 км. Діаметр труб по всій протяжності системи складає 200 мм. При цьому пропускна здатність першої ділянки становить 20 тис. барелів на добу, другої — 12 тис. барелів.